# شبه القارة الهندية

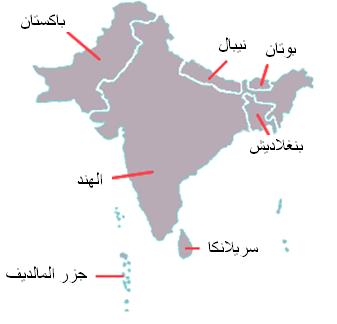
شبه القارة الهندية والدول الواقعة عليها.

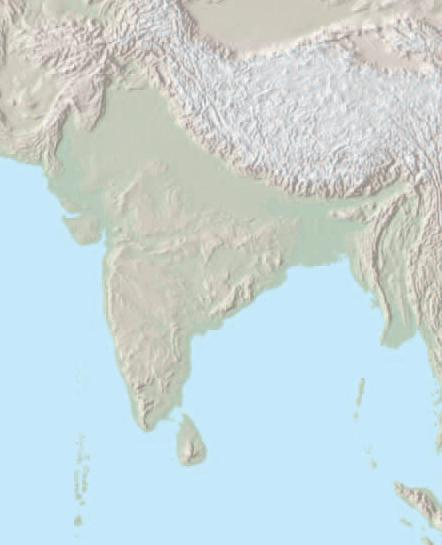
الخريطة الجغرافية لشبه القارة الهندية.

شبه القارة الهندية أو شبه قارة الهند (بالهندية: भारतीय उपमहाद्वीप - بهاراتيا اوپماهتڤى) (بالأردوية: برصغیر پاک و ہند)‏ هو قسم كبير من القارة الآسيوية تضم البلدان الواقعة على الصفيحة التكتونية الهندية وهي بنغلاديش، بوتان، الهند، نيبال وباكستان. وتضم أيضا الجزر المتمركزة على الجرف القاري وهي سريلانكا وجزر المالديف.

## الاسم
تاريخيًا، كانت المنطقة المحيطة بنهر السند وجنوبه الشرقي تُعرف ببساطة باسم «الهند» في العديد من المصادر التاريخية. حتى اليوم، يستخدم المؤرخون هذا المصطلح للإشارة إلى شبه القارة الهندية بأكملها عند مناقشة التاريخ حتى عصر الراج البريطاني. مع مرور الوقت، تطور مصطلح «الهند» ليشير إلى كيان سياسي مميز أصبح في النهاية دولة قومية (وهي اليوم جمهورية الهند).
وفقًا لقاموس أكسفورد الإنجليزي، يشير مصطلح «شبه القارة» إلى «تقسيم فرعي لقارة يتمتع بهوية جغرافية أو سياسية أو ثقافية متميزة»، وأيضًا إلى «كتلة أرضية كبيرة أصغر إلى حد ما من القارة». يعود استخدامه للدلالة على شبه القارة الهندية إلى أوائل القرن العشرين، حين كانت معظم أراضيها جزءًا من الإمبراطورية البريطانية أو حليفة لها. كان هذا المصطلح مريحًا للإشارة إلى المنطقة التي تضم كلًا من الهند البريطانية والدول الأميرية.
كان هذا المصطلح شائعًا بشكل خاص في الإمبراطورية البريطانية وخلفائها، بينما يعد مصطلح «جنوب آسيا» الأكثر استخدامًا في أوروبا وأمريكا الشمالية، وكذلك في العديد من دول جنوب آسيا نفسها أحيانًا. وفقًا للمؤرخين سوغاتا بوز وآيشا جلال، فإن شبه القارة الهندية أصبحت تُعرف باسم جنوب آسيا «بلغة حديثة ومحايدة أكثر». يجادل عالِم الاستشراق رونالد بي. إندين بأن استخدام مصطلح جنوب آسيا أصبح أكثر انتشارًا لأنه يميز بوضوح هذه المنطقة عن شرق آسيا. بينما يعد مصطلح «جنوب آسيا» أكثر دقة في عكس الحدود السياسية المعاصرة للمنطقة، ويحل تدريجيًا محل مصطلح «شبه القارة الهندية» المرتبط ارتباطًا وثيقًا بالإرث الاستعماري للمنطقة، فإن الأخير لا يزال مستخدمًا على نطاق واسع في الدراسات النمطية.
منذ تقسيم الهند، يرى مواطنو باكستان (التي أصبحت مستقلة عن الهند البريطانية عام 1947) وبنغلاديش (التي أصبحت مستقلة عن باكستان عام 1971) أن استخدام مصطلح «شبه القارة الهندية» أمر مسيء ومثير للريبة بسبب التركيز البارز على الهند في التسمية. لذلك، أصبح هذا المصطلح يُستخدم بشكل أقل في تلك البلدان. في المقابل، يفضل العديد من المحللين الهنود استخدام المصطلح نظرًا للتشابهات الاجتماعية والثقافية في المنطقة. أُشير إلى المنطقة أيضًا باسم «شبه القارة الآسيوية»، و«شبه قارة جنوب آسيا»، وكذلك «الهند» أو «الهند الكبرى» بالمعنى الكلاسيكي وما قبل الحديث.
رياضة الكريكيت، التي أُدخلت إلى المنطقة من قبل الاستعمار البريطاني، تحظى بشعبية كبيرة في الهند وباكستان وسريلانكا ونيبال وبنغلاديش. في سياق الكريكيت، يُشار أحيانًا إلى هذه البلدان ببساطة باسم «شبه القارة»، على سبيل المثال: «جولة أستراليا في شبه القارة». كما يُستخدم المصطلح أحيانًا كصفة، مثل «الظروف الشبه قارية».

## الناحية الجغرافية
تقع شبه القارة الهندية في جنوب آسيا جنوب جبال هيمالايا وجبال القَراقُرم، وشرق جبال هندوكوش ومنطقة بلوشستان، وتمتد جنوباً في المحيط الهندي بين بحر العرب في الجنوب الغربي وخليج البنغال جنوبا. وتغطي مساحة تقدر بـ 4.480.000 كم2 أي ما يعادل 10 ٪ فقط من القارة الآسيوية، ومع ذلك فإنها تحتوي على 40 ٪ من سكان آسيا.

## الناحية الجيولوجية
تقع هذه المنطقة على صفيحة تكتونية خاصة بها وتعرف بالصفيحة الهندية (الجزء الشمالي من الصفيحة الهندية – الأسترالية)، وهي منفصلة عن بقية أوراسيا. وكانت في السابق قارة صغيرة مستقلة قبل أن تصطدم مع الصفيحة الأوراسية لتنشأ من تصادمهما سلسلة جبال هيمالايا وهضبة التيبت. ولا تزال الصفيحة الهندية تندفع شمالا مما يسبب ارتفاع جبال الهيمالايا بضعة سنتيمترات كل عقد من الزمن.
الصفيحة الهندية تتضمن معالم جغرافية كثيرة التنوع، مثل الأنهار الجليدية والغابات المطيرة والصحارى والوديان والمراعي، هذا التنوع لا نجده عادة إلا في القارات الكبرى بينما مساحة شبه القارة الهندية تعادل حوالي نصف مساحة الولايات المتحدة الأمريكية فقط.

## السكان
يبلغ عدد سكان شبه الجزيرة الهندية حوالي 1,700,000,000  نسمة يتحدثون لغات كثيرة تفوق الألف لغة أهمها:الهندية، أردو، البنغالية، ومن المعروف أن هذه اللغات أصلاً أساسها لغة واحدة وبإمكان جميع المتحدثين بهذه اللغات أن يتفاهمون مع بعضهم والفرق هو أن اللغة الهندية والبنغالية تكتب بالحروف ديوناكري أما لغة أردو فهي تكتب بالحروف العربية.
بالنسبة للأديان تكون الهندوسية والإسلام الأديان الرئيسية في شبه القارة ويكون كلاً منهما ما يقارب نسبة 40% من السكان ليكون مجموع معتنقي هذه الديانتين في شبه الجزيرة الهندية حوالي 80% وباقي السكان يعتنقون أديان أخرى مثل البوذية والسيخية والمسيحية واليانية.

### توزيع السكان
| الترتيب | البلد        | المساحة (كم2) | 1950        | 2000          | 2050          | 2100          |
| ------- | ------------ | ------------- | ----------- | ------------- | ------------- | ------------- |
| 1       | الهند        | 3,287,263     | 369,881,000 | 1,006,301,000 | 1,656,554,000 | 1,659,786,000 |
| 2       | باكستان      | 881,913       | 40,383,000  | 152,430,000   | 300,848,000   | 364,283,000   |
| 3       | بنغلاديش     | 147,570       | 45,646,000  | 132,151,000   | 201,249,000   | 169,541,000   |
| 4       | نيبال        | 147,181       | 8,990,000   | 24,819,000    | 36,107,000    | 29,677,000    |
| 5       | سريلانكا     | 65,610        | 7,534,000   | 19,042,000    | 25,167,000    | 14,857,000    |
| 6       | بوتان        | 38,394        | 164,000     | 606,000       | 952,000       | 793,000       |
| 7       | جزر المالديف | 298           | 80,000      | 300,000       | 445,000       | 438,000       |
| المجموع | المجموع      | 4,568,229     | 480,829,000 | 1,358,111,000 | 2,294,996,000 | 2,297,013,000 |